# Petar Trifunović
Petar Trifunović (in serbo Петар Трифуновић?; Ragusa di Dalmazia, 31 agosto 1910 – Belgrado, 8 dicembre 1980) è stato uno scacchista jugoslavo, Grande maestro.
Si mise in evidenza nel 1º campionato jugoslavo del 1935 a Belgrado, classificandosi 3º (vinse Vasja Pirc). L'anno successivo fu 2º dietro a Pirc. Nel dopoguerra vinse cinque volte il campionato jugoslavo: 1945, 1946, 1947 (pari con Gligorić), 1952 e 1961. In quel periodo la Jugoslavia era il paese più forte negli scacchi dopo l'Unione Sovietica, e questi risultati danno una misura della sua forza.
Ottenne il titolo FIDE di Maestro Internazionale nel 1950 e di Grande maestro nel 1953.
In campo internazionale fu 1º nel 1935 a Zlín, 2º-3º nel 1946 a Praga, 2º-3º nello zonale del 1947 a Hilversum, 1º a Lima nel 1950, 2º-4º nel 1951 a Londra, nel 1952 3º-4º a Mar del Plata e 2º-3º a Rio de Janeiro, nel 1953 4º a Mar del Plata, nel 1954 3º a Belgrado, dopo Bronštejn e Matanović ma precedendo Gligorić e Petrosjan. Nel 1958 è 1º-2º a Sarajevo, nel 1960 3º a Mariánské Lázně, nel 1961 1º a Praga, nel 1962 1º a Beverwijk e 3º a Sarajevo (dopo Gligorić e Portisch, nel 1965 2º a Noordwijk dietro a Botvinnik, davanti a Flohr e Larsen.
Giocò per la Jugoslavia in 7 olimpiadi dal 1935 al 1962. Nelle olimpiadi di Dubrovnik 1950, giocate nella sua città natale, il suo risultato di 10 su 13 contribuì alla vittoria della Jugoslavia e gli valse la medaglia d'oro in terza scacchiera.
Il suo stile era inizialmente molto aggressivo, tanto che negli anni '30 era chiamato "Typhoonović". In seguito divenne un giocatore dallo stile molto solido e difficile da battere. Nel 1949 giocò ad Abbazia un match con Miguel Najdorf che terminò pari con 10 patte su 12 partite (+1 –1 =10). A Lipsia nel 1965 pattò tutte le 15 partite giocate. In quel periodo era noto come "il re della patta".
Era un grande esperto della difesa Grünfeld, sulla quale scrisse una esemplare monografia.
Nel 1968 venne ingaggiato dalla Federazione greca per la preparazione dei giocatori.